# Conall Cremthainne
Conall Cremthainne zwany też Conall Err Breg (zm. 480) - irlandzki król, syn Nialla od Dziewięciu Zakładników, jeden z protoplastów dynastii Uí Néill. Według Book of Leinster jego następcą był jego brat, Fiachu mac Néill.